# 山崎亞美
山崎亞美（日语：山崎 亜美，やまざき あみ，1980年7月18日—），日本前AV女優、前小鼠队成員。她一直以自由身的身份活動，並沒有加入任何的藝能事務所。她的母親為前歌手荒木美美。

## 生平
1980年7月18日，山崎亞美於兵库县神戶市出生。
1991年，於日本電視台《就讓隧道弄濕吧》（とんねるずの生でダラダラいかせて）的第六屆性感小學生大賽中勝出。下週起於節目上定期亮相。
1992年，跟其他大賽優勝者（宮澤壽梨）主成了「小鼠队」（ねずみっ子クラブ）少女组合，於演藝圈出道。她們發佈了2首單曲。
1993年，她為大竹省二擔任模特兒，以此出版寫真集《少女 亞美》。不過這部寫真集卻引起了不少爭議。她為此從「小鼠队」组合中引退。並以升中為契機，暫停演藝活動。
2002年，山崎亞美主演了電影《女囚犯香織 逃出監禁懲犯房》，正式回归艺能界。

### AV出道
2006年秋天，以千夏的名義出演無碼作品，正式成為AV女優。她很快就以無碼女優的身份小有名氣。2007年1月26日，以山崎亞美的名義出演《神風PREMIUM 017》（カミカゼプレミアム 017）。
2009年之後，她的活動去向不明（官方博客的最後一次更新日期為2007年7月25日）。她常被視為由知名藝人轉職至AV女優的先驅，並因此為人熟知。

## 軼事
她跟小鼠隊的其他成員關係不錯。她是受石橋貴明邀請加入小鼠隊的，而其他成員對她的加入沒什麼反應。
她跟男友和父母約定好「不會把工作帶回家」，故私人生活在成為AV女優後也沒有很大變化。

## 出演作品

### 電視節目
| 日期        | 名稱 | 電視台     |
| ----------- | ---- | ---------- |
| 1991-1993年 |      | 日本電視台 |

### 電影
| 日期   | 名稱 | 製作 |
| ------ | ---- | ---- |
| 2002年 |      | TMC  |

### 成人影片

#### 有碼
| 日期          | 名稱                | 片商       | 備註                                   |
| ------------- | ------------------- | ---------- | -------------------------------------- |
| 2007年2月8日  |                     | WOMAN      |                                        |
| 2007年3月8日  |                     |            |                                        |
| 2007年4月5日  |                     | WOMAN      |                                        |
| 2007年5月4日  |                     |            |                                        |
| 2007年6月7日  |                     | WOMAN      |                                        |
| 2007年6月21日 |                     |            |                                        |
| 2007年7月5日  |                     | WOMAN      |                                        |
| 2007年8月4日  |                     | WOMAN      |                                        |
| 2007年9月1日  |                     | IdeaPocket |                                        |
| 2007年10月1日 |                     | IdeaPocket |                                        |
| 2007年11月1日 |                     | IdeaPocket |                                        |
| 2007年12月1日 |                     | ANIMALIJO  |                                        |
| 2008年1月7日  |                     | Attackers  | 跟共演                                 |
| 2008年2月1日  | FELLATIO FESTIVAL 8 | IdeaPocket | 跟共演                                 |
| 2008年3月7日  |                     | Attackers  | 跟青木菜摘共演                         |
| 2008年4月7日  |                     | Attackers  | 跟麗花、友田真希共演                   |
| 2008年6月7日  |                     | Attackers  | 跟共演                                 |
| 2008年9月1日  |                     | ANIMALIJO  | 跟風間由美、未来、流川純、麻生岬、共演 |

#### 無碼
| 日期          | 名稱 | 片商      | 備註           |
| ------------- | ---- | --------- | -------------- |
| 2007年1月26日 |      | 神風      |                |
| 2008年2月12日 |      | Attackers | 跟小田切瞳共演 |

## 外部連結
- 山崎亜美のオ・ト・ナDiary （页面存档备份，存于） 官方博客